# Силос

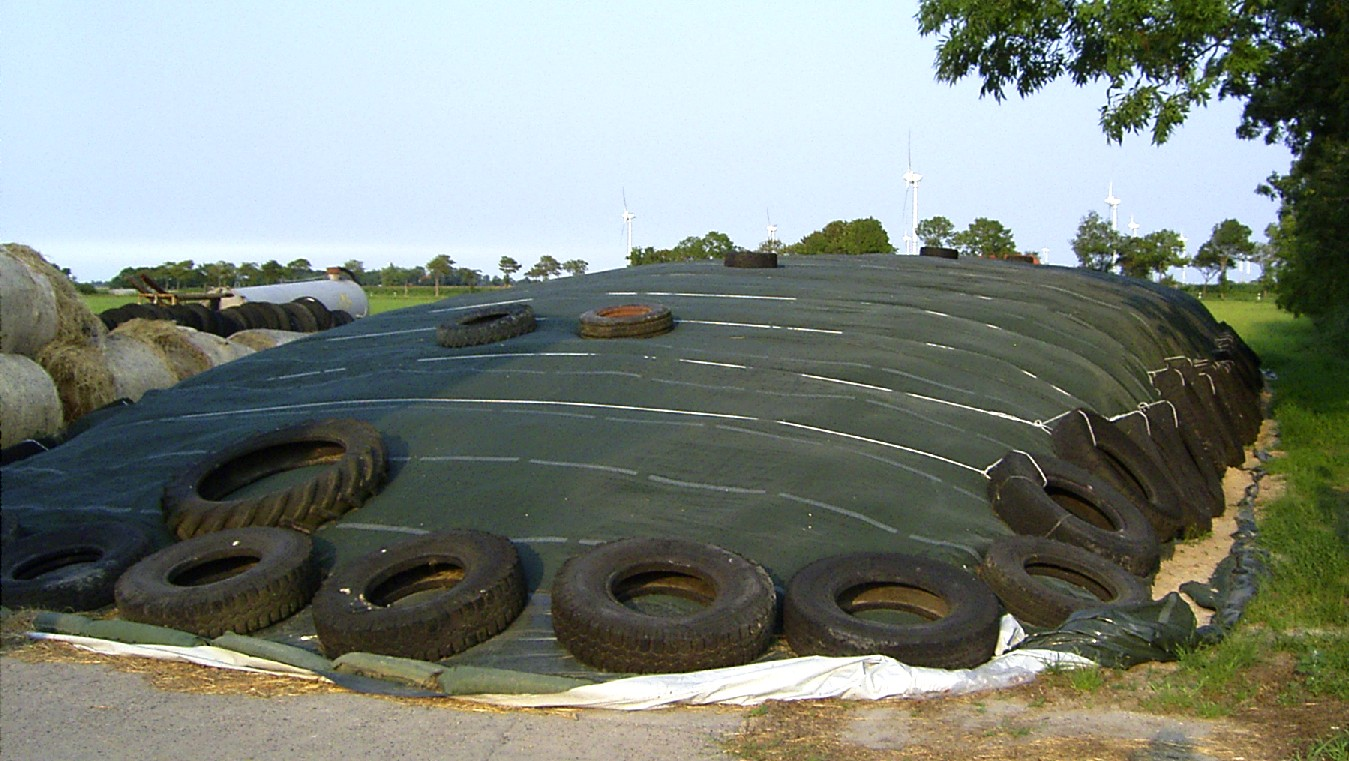
Силосна яма

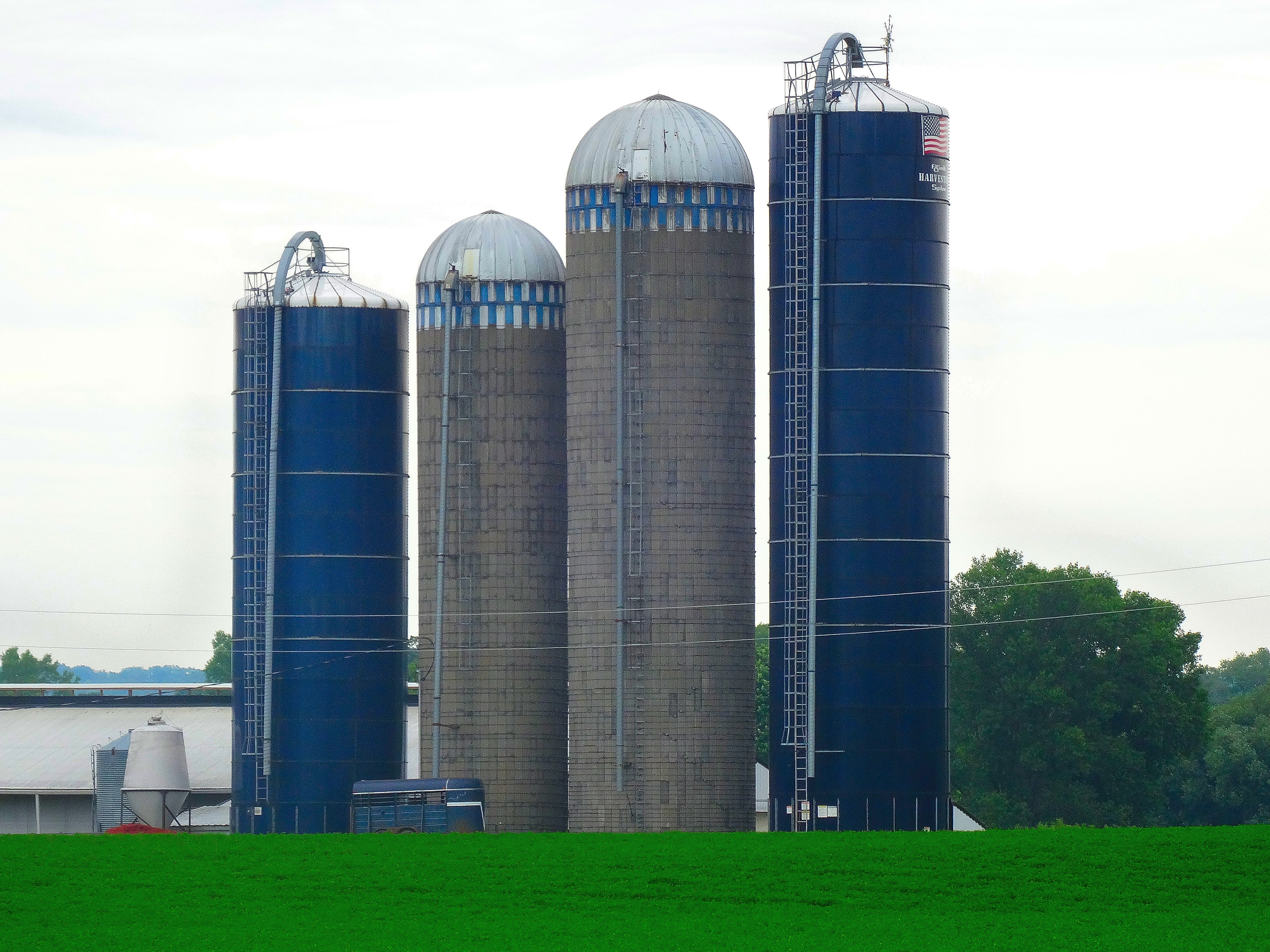
Силосні вежі

Си́лос (ісп. silos, множина від silo — «силос», «підземне зерносховище», що походить від лат. sirus) — соковитий корм для сільськогосподарських тварин, який отримують з деяких видів рослин методом силосування (спосіб консервації кормів).
Також силосом називають великий резервуар або підземне сховище.

## Приготування
Для отримання силосу (корму) використовують очищені та подрібнені соковиті рослини та коренеплоди, які закладаються у силосні ями та добре трамбуються, щоб виключити доступ повітря. При цьому в силосі створюються сприятливі умови для розвитку молочнокислих бактерій. Під впливом цих мікроорганізмів починається процес  молочнокислого бродіння, в результаті чого частина вуглеводів та білків зеленої маси розпадається з утворенням молочної кислоти, яка є консервантом та дозволяє зберігати силос протягом декількох років. Рослини, що йдуть на приготування силосу, повинні бути соковитими, та містити у собі достатню кількість цукрів, які утворюють при зброджуванні молочну кислоту. При зниженні pH до 4,2 за рахунок виділення цієї кислоти, припиняється розвиток гнилісних бактерій, та грибів що викликають плісняву. Швидкість достигання силосу залежить від ступеня подрібнення сировини. Чим краще подрібнюється рослинна біомаса, тим швидше виділяється з неї сік та швидше починається бродіння.
Для прискорення процесу до сировини можуть додавати рослини, що містять багато цукрів — кавун, гарбуз, моркву та ін. Якісний силос відрізняється зберіганням структури стебла та листя рослин, має жовтуватий колір та приємний запах житнього хліба або кислої капусти.
Силос має високу поживну цінність, зберігає вітаміни та містить органічні кислоти, які покращують апетит тварин, тому є дуже цінним кормом, особливо у зимовий період.
Для заготівлі кормових рослин, які використовуються для силосування, користуються силосозбиральними (кормозбиральними) комбайнами.